# 新生グリー誕生
「新生グリー誕生」（Pilot）は、アメリカのフォックス放送のテレビドラマシリーズ『glee/グリー』の初回エピソードである。2009年5月19日に放送された。拡張版のディレクターズ・カットは2009年9月2日に放送された。番組制作者のライアン・マーフィーがブラッド・ファルチャック (en:Brad Falchuk)やイアン・ブレンナン (en:Ian Brennan)と脚本を書き、監督した。シリーズのパイロット版で聞こえる音楽を全部マーフィーが選び劇風の音楽や軽音楽の間のバランスを保とうとした。

## あらすじ
オハイオ州北西部、ライマにあるウィリアム・マッキンリー高校では、カースト制度のようなものが維持されている。誰が敗者か、かっこいいのか決まっている。ある日合唱部の指揮者のサンディ・ライアソンが不愉快な行動が原因で解雇されて、スペイン語の先生のウィル・シュースターがいちかばちか代役をつとめてみる。学生の時に彼も高校の合唱部の参加者であり、成功もしていた。しかし彼が若い時は学校で歌うことには気恥ずかしさを感じるものはいなかった。簡潔な校長は一定量の金額で是認するのでウィルに維持費を負担させる。そしてチアリーディング・チームの強い決意と勇気を持つ指導者で、勝つことのためには手段を選ばない、スー・シルベスターはウィルをすぐ敵と思う。ウィルの妻、テリは子供がほしく、生活費に足りない給料しかでない職場で長く働くことは無理だと思い、彼の案に賛成出来ない。支持者の一人は学校の中でも美しく、潔癖症で、恥ずかしがりで、牛のような目をした生徒カウンセラーのエマ・ピルズバリーだ。エマは、ウィルのことが好きであった。そして合唱部のアシスタントにも応募した。その後、妨害にもまけず、ウィルは「ニュー・ディレクションズ!」 (New Directions!)という合唱部への紙出願を壁に張る。

応募者の一人はレイチェル・ベリーだ。断固として、スターを目指していて、そのためになんでもできる女性である。これを指し示すために署名の後ろにいつも星の形のステッカーを張る。赤ん坊の頃から2人の男の同性愛のカップルが育つ。一人は黒人であるが、レイチェルの生みの親はどちらなのか誰も知らない。彼女は誰かが自分の才能を見つけてくれるよう、毎日自分の歌のビデオをインターネットにアップロードする。しかし、誰も彼女の才能には気づかない。それどころか、かっこいいチームのメンバーではないので、ばかにされている。合唱部で『レ・ミゼラブル』の「オン・マイ・オウン」で応募する。

カート・ハメルも応募する。高い声のある、品のいい服を着ている、一見したところ、自信家の男性に見えるが、同性愛者なので毎日嘲られる。応募の時『シカゴ』の「ミスター・セロファン」を歌った。アレサ・フランクリンを彷彿する気質のメルセデス・ジョーンズは、オーティス・レディングの「リスペクト」で応募した。恥ずかしがりで、ゴス・ファッションを着ていて、はっきりものを言わないタイプのティナ・コーエン＝チャンはケイティ・ペリーの「キス・ア・ガール」で紹介された。歌えるだけではなくて、ギターも弾ける、身体障害のあるアーティ・エイブラムスもメンバーになる。

アメフトチームのクォーターバックのフィン・ハドソンは困難な状況にある。父親はイラク戦争で亡くなったから、母親が一人で彼を育てている。音楽の才能はドラムをたたくことだけである。歌う才能は忘却のふちに沈んでいた。彼はカースト上位の一人であるので、負け犬が集まるグリーに時々参加するが、不快に感じる。

ウィルは合唱部で男性がもっと必要だと悟り。アメフトチームの指導者のケン・タナカの援助を仰ぐ。もしウィルがエマにケンのことを称賛すれば、ケンは助ける。しかしアメフトチームはこの機会を全然評価しない。そしてウィルは合唱部の前の指揮者と会う。サンディは麻薬の売人として働いている。反対しているウィルに無料で医療大麻を渡す。

ウィルがアメフトチームの更衣室を悲しそうに歩いていると、浴室でREOスピードワゴンの「涙のフィーリング（Can't Fight This Feeling）」をシャワーを浴びながら歌うフィンの声が聞こえた。声はシャワーによって聞こえにくいが、ウィルはすぐダイヤの原石のようだと思う。それでサンディからもらった医療大麻をフィンのかばんに入れた。フィンは当然大麻所持などしていなく、ウィルはフィンに2つの選択肢を与える。合唱部に参加する（グリーに参加したらスペイン語の単位を与えるという条件の元）それか2週間の居残り（その際成績に一生残るので大学には不利だと言った）。フィンは嫌々だが練習に行く。グリークラブのファンがメンバーになった際の初練習は『グリース』の「You're The One That I Want」であった。レイチェルはフィンと付き合いたいと思うが、フィンはもう彼女がいる。チアリーディング・チームや独身クラブのリーダーであるクイン・ファブレイだ。ファンはアメフトの練習に出ない理由を彼の親友のパックに話す際グリーの練習があるとは言えず、母親が前立腺を切る手術をしたため家事などを手伝わなくてはいけないと嘘をつく。後にその嘘がバレ、グリークラブの負け犬と呼ばれている者たちと歌う っていることもバレてしまい、他のアメフトのメンバーに水のようなものをかけられる

ウィルとエマと新しく設立されたグリークラブも最後の地域の喉自慢大会の勝利者の演奏を見に行く。「ヴォーカル・アドレナリン」 (Vocal Adrenalin)というグリークラブはエイミー・ワインハウスの「Rehab」を演じる。「ニュー・ディレクションズ!」は活動的な演奏に驚く。

テリはウィルに妊娠したと伝える。シュースター家はつかの間の幸せに包まれる。だが、テリは今の仕事を辞めて、会計士として働いてほしい。合唱部にもう行かないで欲しいと伝える。それを受け入れグリーメンバーに辞めると伝えた際、フィンはもう歌わなくて良いので少しホッとする。しかし練習はレイチェルが先生の様に指導していたので何故来なかったのかと叱られる。そして他のアメフトチームのメンバーがアーティを身障者が利用できるトイレに閉じ込め、そのトイレを引っくり返せと言った時、フィンはもう人を虐めるような真似をするのはうんざりだと言う。そしてグリーとアメフト部の両立を決意する。

エマはウィルが仕事を辞めるのを思いとどまるよう説得してみる。ウィルが歌ったり、踊ったりしている古いビデオテープを見せる。ウィルはそれは一番いい時だったと認めるが父親になる。その為にはもっとお金が必要だと言う。情熱的に物事に打ち込むよりお金の方が大事だと教えるのとエマは推論する。しかしウィルの意思は変わらなかった。だが講堂でグリークラブの練習を聞いて気が変わる。6人の合唱部はジャーニーの「ドント・ストップ・ビリーヴィン」を一生懸命演じる。アメフトチームやチアリーディング・チームは遠くからみる。すると、ウィルはもっと練習すれば大会にも出場出来るといい留まることに決めるという。

## レギュラー出演
- ディアナ・アグロン (Dianna Agron) - クイン・ファブレイ (Quinn Fabray)
- クリス・コルファー (Chris Colfer )- カート・ハメル (Kurt Hummel)
- ジェサリン・ギルシグ (Jessalyn Gilsig) - テリ・シュースター (Terri Schuester)
- ジェーン・リンチ (Jane Lynch) - スー・シルベスター (Sue Sylvester)
- ジェイマ・メイズ (Jayma Mays) - エマ・ピルズバリー (Emma Pillsburry)
- ケヴィン・マクヘイル (Kevin McHale) - アーティ・エイブラムス (Artie Abrams)
- リア・ミシェル (Lea Michele) - レイチェル・ベリー (Rachel Berry)
- コリー・モンティス (Cory Monteith) - フィン・ハドソン (Finn Hudson)
- マシュー・モリソン (Matthew Morrison) - ウィリアム・シュースター (William Schuester)
- アンバー・ライリー (Amber Riley) - メルセデス・ジョーンズ (Mercedes Jones)
- マーク・サリング (Mark Salling) - ノア・“パック”・パッカーマン (Noah "Puck" Puckerman)
- ジェナ・アウシュコウィッツ (Jenna Ushkowitz) - ティナ・コーエン＝チャン (Tina Cohen-Chang)

## ゲスト出演
- ナヤ・リヴェラ (Naya Rivera) - サンタナ・ロペス (Santana Lopez)
- スティーヴン・トボロウスキー (Stephen Tobolowsky) - サンディ・ライアソン (Sandy Ryerson)
- パトリック・ギャラガー (Patrick Gallagher) - ケン・タナカ (Ken Tanaka)
- イクバル・セバ (Iqbal Theba) - フィギンズ校長 (Principal Figgins)
- ロミー・ローズモルト (Romy Rosemont) - キャロル・ハドソン (Carole Hudson)
- ベン・ブレッドソー (Ben Bledsoe) - ハンク・サンデルズ (Hank Saunders)
- ジャスティン・ガストン (Justin Gaston) - サッカーの選手

## 外国のタイトル
- 英語：Pilot
- イタリア語：Voci fuori dal coro
- スペイン語：Piloto
- ロシア語：Пилот